# Dansk Melodi Grand Prix 1996
Dansk Melodi Grand Prix 1996 var den 28. udgave af Dansk Melodi Grand Prix, en sangkonkurrence afholdt årligt siden 1957 af DR.
Arrangementet blev afviklet 9. marts 1996 i TV-Byen i Søborg som en specialudgave af programmet Ka' det virk'lig passe med Hans Otto Bisgaard som vært og Frede Ewert som kapelmester. Vindersangen blev "Kun med dig" fremført af Dorthe Andersen & Martin Loft, med musik af Jascha Richter og tekst af Keld Heick.
Konkurrencens formål var at finde den sang, der skulle repræsentere Danmark ved Eurovision Song Contest 1996 i Oslo. Ifølge de daværende regler for Eurovision Song Contest kunne der deltage højst 23 lande, inklusive værtslandet, men 30 lande ønskede at være med. Derfor indførte European Broadcasting Union en prækvalifikationsrunde med deltagelse af alle deltagelande foruden værtslandet, Norge, der som eneste deltagerland var sikret en plads i den tv-transmitterede finale. Da prækvalifikationen blev afholdt 22. marts 1996 bag lukkede døre, opnåede det danske bidrag ikke stemmer nok til at kvalificere sig til finalen.

## Deltagere
DR indbød fem komponister til at skrive hver sin sang til Dansk Melodi Grand Prix 1996. Vinderen blev fundet ved telefonafstemning.
| Nr. | Sang                          | Kunstner                      | Musik/Tekst                        | Stemmer | Placering |
| 1   | "Det gør ondt når jeg griner" | Peter Belli                   | Michael Hardinger                  | 2.463   | 3.        |
| 2   | "I nat"                       | Jannie Høeg & Master Fatman   | Anders Blichfeldt & Peter Viskinde | 1.089   | 5.        |
| 3   | "Kys mig nu"                  | Channe Nussbaum               | Lars Muhl                          | 1.224   | 4.        |
| 4   | "Kun med dig"                 | Dorthe Andersen & Martin Loft | Jascha Richter/Keld Heick          | 9.422   | 1.        |
| 5   | "Røde kinder"                 | Mark Linn                     | Thomas Blachmann                   | 2.465   | 2.        |

## Tilbagevendende kunstnere
| Navn            | År                                                                                     |
| --------------- | -------------------------------------------------------------------------------------- |
| Peter Belli     | 1982, 1989                                                                             |
| Jannie Høeg     | 1978 (som en del af Flair), 1979, 1980 + 1981 (som en del af Hans Mosters Vovse), 1982 |
| Master Fatman   | 1995                                                                                   |
| Dorthe Andersen | 1992                                                                                   |
| Channe Nussbaum | 1995                                                                                   |